# Paul H. Lamboley
Paul Henri Lamboley (geboren am 17. Juli 1940 in Monroe (Wisconsin)) ist ein amerikanischer Jurist und war von 1984 bis 1989 Mitglied der Regulierungsbehörde Interstate Commerce Commission.

## Leben
Paul Lamboley besuchte von 1954 bis 1958 die Monroe High School. Ab 1960 studierte er an der University of Notre Dame und erlangte 1962 den Abschluss eines Bachelor of Science, anschließend studierte an der University of Colorado, der DePaul University Law School (1963–1964) und der University of Wisconsin Law School. Hier erreichte er 1967 den Abschluss als Juris Doctor.
Von 1955 bis 1964 arbeitete er in Gelegenheitsjobs um sein Studium zu finanzieren. 1964 bis 1965 war er Lehrkraft an der St. Edwards High School in Elgin (Illinois), danach war er zwei Jahre in einer Anwaltskanzlei angestellt. Nach dem Abschluss seines juristischen Studiums begann er eine Tätigkeit am Obersten Gerichtshof von Nevada. Ab 1968 bis 1970 war er Anwalt in Kanzleien in Reno. Von 1970 bis 1982 arbeitete er als selbstständiger Rechtsanwalt.
Am 10. Dezember 1982 wurde er von Präsident Ronald Reagan für den seit 1. Februar 1981 vakanten Sitz von Darius W. Gaskins Jr. in der Interstate Commerce Commission mit einer Amtszeit bis zum 31. Dezember 1984 vorgeschlagen. Nachdem der US-Senat die Nominierung wegen Nichtbehandlung im Dezember 1982, im August 1983 und im November 1983 an den Präsidenten zurückverwiesen hatte, war eine vierte Nominierung mit der Senatsbestätigung am 6. September 1984 erfolgreich. Am 11. September 1984 trat er sein Amt an. Im März 1986 wurde er für eine weitere Amtszeit bis zum 31. Dezember 1989 bestätigt. Im Januar 1989 widersprach er gemeinsam mit J. J. Simmons III. einer grundlegenden Entscheidung der Interstate Commerce Commission zwischen der Guilford Transportation Industries und den Gewerkschaften über die Anwendung von Arbeitszeitregelungen und Gehaltshöhen bei Unternehmensfusionen. Am 1. Oktober 1990 trat er zurück. Seine Nachfolgerin wurde Gail C. McDonald.
Paul Lamboley arbeitet seit dem weiterhin als Rechtsanwalt, Mediator und Berater, unter anderem im Transportbereich.
Er ist verheiratet, hat zwei Kinder und lebt in Reno.